# بورولاخ
بورولاخ (به لاتین: Borulakh) یک رود در روسیه است که در یاقوتستان واقع شده‌است.